# Cosmologia (filosofia)
La cosmologia (dal greco antico κόσμος?, kósmos, "ordine" e λόγος, lógos, "discorso") è una branca della filosofia che studia la struttura materiale e le leggi che regolano l'universo concepito come un insieme ordinato. L'etimologia conferma questa definizione nel senso che kòsmos, il cosmo in lingua greca antica, è un termine fin dalle origini riferito all'ordine, in particolare a quello legato all'armonia geometrica ed estetica.

Planisfero del globo celeste ad opera di Francesco Brunacci e Giacomo Giovanni Rossi (1687)

La cosmologia si interessa dell'universo in riferimento allo spazio, al tempo e alla materia mentre esclude dalla sua indagine le domande relative all'origine e al fine ultimo del cosmo alle quali cercano di rispondere sia la cosmogonia fisica che religiosa. In particolare la dottrina che si occupa dell'origine dell'universo, da un punto di vista mitologico o spirituale è chiamata cosmogonia.

## Storia della cosmologia

### La cosmologia babilonese
Tra le più antiche cosmologie è da annoverare quella assiro babilonese descritta nel poema, appartenente alla biblioteca del re  Assurbanipal (VII secolo a.C.), riportato in sette tavolette d'argilla ritrovate negli scavi di Ninive. Questo testo, copia di un'opera più antica databile al 1100 a.C., porta il titolo di Enūma eliš ('quando in alto'), che riprende le prime parole con cui inizia:
Secondo la cosmologia babilonese la Terra è al centro dell'universo, galleggiante e sostenuta da un oceano che al suo interno ha una cavità dove risiedono i defunti. Sopra la Terra vi è la volta del cielo che poggia anch'essa sull'oceano e dove si muovono il Sole, la Luna e tutti gli astri.

### La cosmologia tolemaica

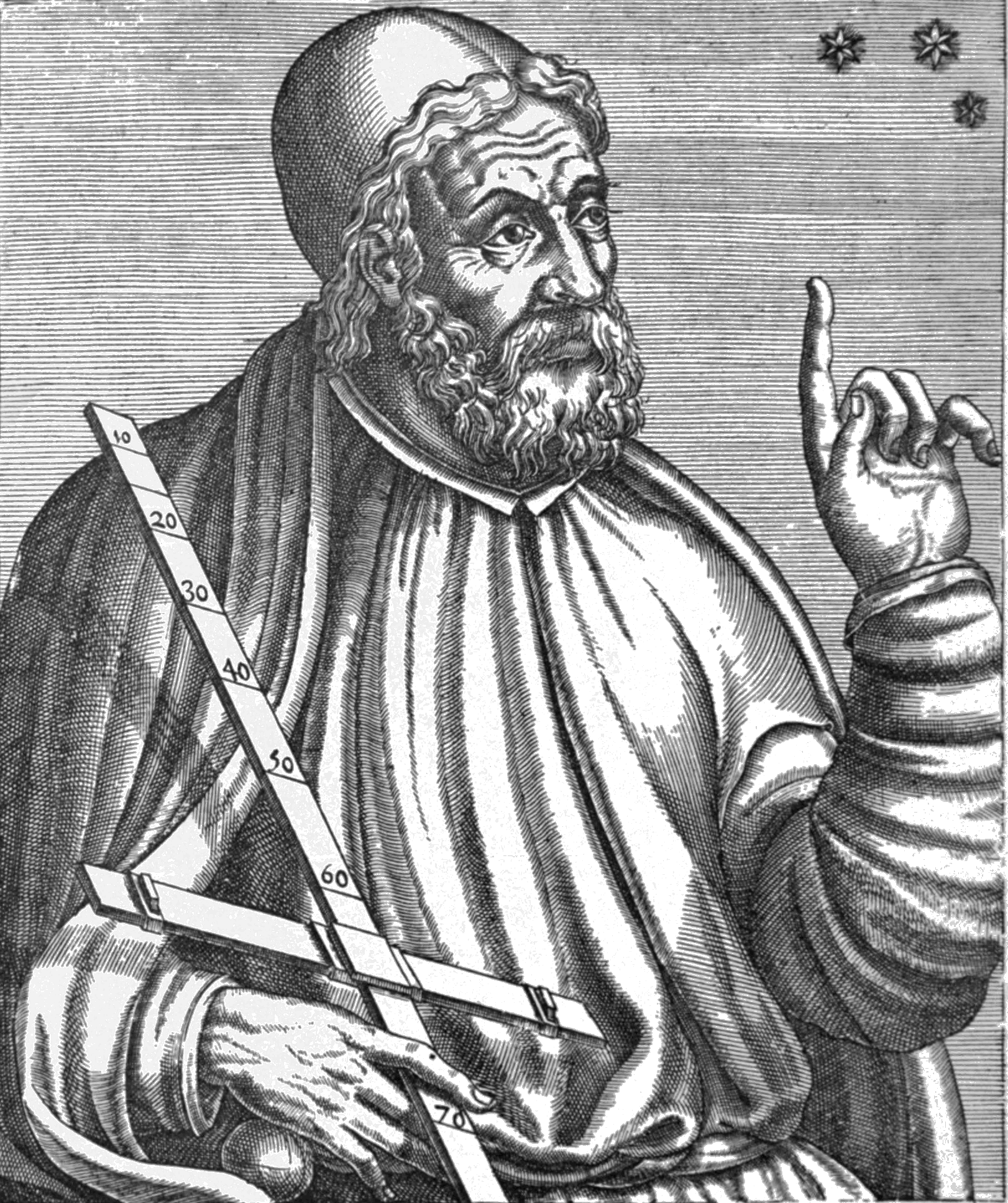
Tolomeo

I progressi dell'astronomia e della matematica realizzatesi nell'età ellenistica in Grecia sono alla base della cosmologia di Tolomeo (100 circa – 175 circa) nel II secolo d.C. descritta nella sua opera più famosa: l'Almagesto. Il titolo greco originale di quest'opera era Mathematikè syntaxis ("Trattato matematico"). Il nome Almagesto viene dall'arabo ed è dovuto alla circostanza che, come per larga parte della scienza e della filosofia greca classica, la sua diffusione iniziale in Europa è avvenuta soprattutto attraverso manoscritti arabi che furono tradotti in latino da Gerardo da Cremona nel XII secolo.
In questo lavoro, una delle opere più influenti dell'antichità, Tolomeo raccolse la conoscenza astronomica del mondo greco basandosi soprattutto sul lavoro svolto tre secoli prima da Ipparco. Tolomeo dopo un'introduzione di carattere filosofico, in cui polemizza contro teorie diverse, sostiene l'immobilità della Terra al centro dell'universo formulando un modello geocentrico (che da lui prenderà il nome, tolemaico, appunto) del sistema solare che rimase riferimento per tutto il mondo occidentale (ma anche arabo) fino a che non fu sostituito dal sistema solare eliocentrico di Niccolò Copernico.

### La cosmologia medioevale e moderna
La concezione tolemaica fu ripresa dagli arabi e diffusa da loro nell'età medioevale rafforzata dalle considerazioni filosofiche di Aristotele (384 a.C.–322 a.C.) nella sua Metafisica che confermava con la sua teoria sul moto le concezioni di Eudosso (408 a.C.–355 a.C.).
Al termine del medioevo Guglielmo di Ockham (1288–1349) vagliava la possibilità di un universo infinito teoria che Niccolò Cusano (1401–1464) riprendeva e che veniva ulteriormente approfondita da Giordano Bruno (1548–1600).
Il termine cosmologia si ritrova infine nell'idea cosmologica kantiana che considera l'idea del mondo come assoluta totalità una aspirazione metafisica della ragione all'infinito La cosmologia cioè pretende di studiare il mondo riuscendo a spiegarlo nella sua totalità, cosa impossibile a partire dal fatto che non si può fare esperienza di tutti i fenomeni nella loro totalità, ma solo di alcuni. Pertanto i metafisici, quando tentano di spiegare l'universo, cadono in procedimenti razionali contraddittori con sé stessi (antinomie).

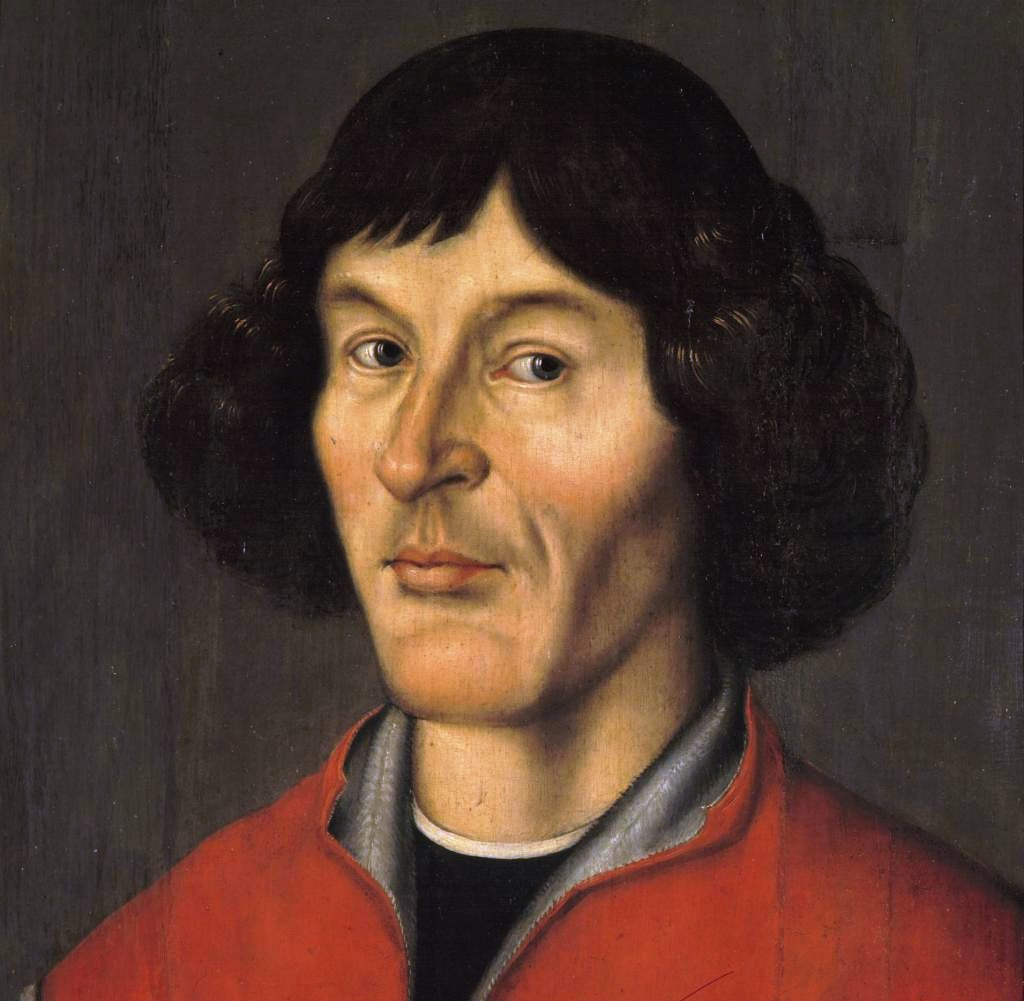
Niccolò Copernico

Nell'età moderna con Niccolò Copernico (1473–1543) la Terra perde la sua privilegiata posizione di centro dell'universo e viene sostituita dal Sole: una scandalosa novità questa tuttavia ancora legata alla antica visione cosmologica greca dell'eliocentrismo di Aristarco di Samo, secondo la quale i pianeti si muovono con ordinata armonia compiendo moti circolari uniformi con il Sole al centro del cosmo.
L'astronomo danese Tycho Brahe (1546-1601), un tempo chiamato in italiano anche Ticone, cercò allora di superare questi limiti del sistema copernicano avanzando l'idea di un sistema, che prese poi il nome di sistema ticonico, nel quale i pianeti ruotano intorno al Sole che a sua volta gira intorno ad una Terra immobile.
Nel frattempo Keplero (1571–1630) , discepolo di Brahe, dimostrava la posizione centrale del Sole e Galileo (1564-1642), toglieva al sistema solare la sua centralità nell'universo mettendolo sullo stesso piano di infiniti altri sistemi della galassia.
Newton (1643–1727) spiegava con la legge di gravità i movimenti dei pianeti intorno al Sole che William Herschel (1738–1822) estese a tutto l'universo  attribuendo anche al Sole un movimento all'interno della galassia.

### Dopo Einstein

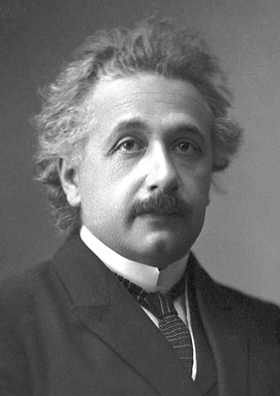
Einstein nel 1921

Einstein (1879–1955) nello scritto del 1917 Considerazioni sull'universo come un tutto considera le singole galassie come le componenti di un unico universo. Questa visione monistica e deterministica, frutto dell'adesione di Einstein alla teologia di Spinoza, sarà ripetutamente messa in crisi fin dal 1927, allorché Werner Karl Heisenberg enuncia il Principio di indeterminazione.
Da Einstein in poi si sono avanzate diversi modelli dell'universo caratterizzati da un insieme di caratteristiche fisiche. Vi sono così modelli newtoniani fondati sulla meccanica classica e la geometria euclidea e modelli relativistici che adottano la fisica di Einstein e le geometrie non euclidee e che si suddividono a loro volta a seconda delle concezioni relative a particolari temi come la densità della materia, la forma dell'universo, ecc.
La condizione unica della trattabilità di tutti i modelli è che essi siano sperimentali e che abbiano delle teorie di base condivisibili.
L'odierna cosmologia è in gran parte orientata verso una descrizione dell'universo la cui nascita viene fatta risalire tra i dieci e dodici miliardi di anni fa a seguito di un'iniziale esplosione («big bang»). La prova sperimentale di questa teoria consiste nel fatto che l'universo attuale ha conservato una temperatura di poco superiore allo zero residua dell'esplosione iniziale. Prima del big bang tutte le forze fisiche universali erano in un equilibrio che venuto a rompersi diede luogo alla formazione di particelle subatomiche e, coll'aumentare della temperatura, di nuclei degli elementi primigeni, come l'idrogeno e l'elio, e, successivamente, di quelli più complessi.
Una teoria alternativa, che si rifà al principio di Einstein della conservazione dell'energia e della materia è quella che propone il modello di un universo stazionario senza inizio né fine, senza alcuna evoluzione e con una formazione continua di materia.
La radioastronomia e la spettrografia sono gli strumenti sperimentali della odierna cosmologia che si avvale anche della matematica per l'organizzazione ordinata dei dati sperimentali.